# ATP Estoril
Das ATP-Turnier von Estoril (offiziell: Millennium Estoril Open) war ein portugiesisches Herren-Tennisturnier, das von 1990 bis 2024 ausgetragen wurde.
Es wurde meist im April und im Freien auf Sand gespielt, weshalb das Turnier von vielen Spielern zur Vorbereitung auf die French Open genutzt wurde. In derselben Woche fanden in der Regel zwei weitere Turniere der Kategorie ATP Tour 250 statt, zuletzt in Houston und Marrakesch.

## Geschichte
Bis 2012 wurde das Turnier im Stadtteil Jamor in Oeiras ausgetragen und nach der damaligen Nachbargemeinde Estoril benannt, ehe es 2013 umbenannt wurde. Ausrichter des Turniers ist die Firma João Lagos Sports SA des ehemaligen Tennisspielers João Lagos. Nachdem das Turnier seit 1990 als Estoril Open austragen worden war, gab Lagos am 21. März 2013 bekannt, es künftig unter dem Namen Portugal Open firmieren zu lassen. Die Anregung zur Umbenennung gab der portugiesische Außenminister Paulo Portas, um dem Namen des Landes mehr Gewicht zu verleihen. Gleichzeitig teilte Lagos mit, die Banco Espírito Santo als Sponsor verloren zu haben. Die Turnierplätze befanden sich in unmittelbarer Nachbarschaft zum Estádio Nacional. Seit 2015 fand das Turnier im Estoril Tennis Club in Estoril in der Gemeinde Cascais statt.
Von 1998 bis 2014 fand parallel ein Damenwettbewerb im Rahmen der WTA Tour statt.
Im Zuge der „One Vision“ der ATP, nach der mehr größere Turniere ausgetragen werden sollen, wurde die Veranstaltung 2024 eingestellt.

## Siegerliste
Rekordsieger im Einzel sind mit jeweils zwei Siegen Carlos Costa, Thomas Muster, David Nalbandian, Albert Montañés und Juan Martín del Potro. Im Doppel ist Scott Lipsky mit fünf Turniersiegen am erfolgreichsten, wovon er vier Titel ab 2013 mit verschiedenen Partnern in Folge gewann.

### Einzel
| Jahr | Sieger                    | Finalgegner         | Ergebnis         |
| ---- | ------------------------- | ------------------- | ---------------- |
| 2024 | Hubert Hurkacz            | Pedro Martínez      | 6:3, 6:4         |
| 2023 | Casper Ruud               | Miomir Kecmanović   | 6:2, 7:63        |
| 2022 | Sebastián Báez            | Frances Tiafoe      | 6:3, 6:2         |
| 2021 | Albert Ramos Viñolas      | Cameron Norrie      | 4:6, 6:3, 7:63   |
| 2020 | abgesagt                  | abgesagt            | abgesagt         |
| 2019 | Stefanos Tsitsipas        | Pablo Cuevas        | 6:3, 7:64        |
| 2018 | João Sousa                | Frances Tiafoe      | 6:4, 6:4         |
| 2017 | Pablo Carreño Busta       | Gilles Müller       | 6:2, 7:65        |
| 2016 | Nicolás Almagro           | Pablo Carreño Busta | 7:66, 6:75, 6:3  |
| 2015 | Richard Gasquet           | Nick Kyrgios        | 6:3, 6:2         |
| 2014 | Carlos Berlocq            | Tomáš Berdych       | 0:6, 7:5, 6:1    |
| 2013 | Stan Wawrinka             | David Ferrer        | 6:1, 6:4         |
| 2012 | Juan Martín del Potro (2) | Richard Gasquet     | 6:4, 6:2         |
| 2011 | Juan Martín del Potro (1) | Fernando Verdasco   | 6:2, 6:2         |
| 2010 | Albert Montañés (2)       | Frederico Gil       | 6:2, 6:74, 7:5   |
| 2009 | Albert Montañés (1)       | James Blake         | 5:7, 7:66, 6:0   |
| 2008 | Roger Federer             | Nikolai Dawydenko   | 7:65, 1:2 aufgg. |
| 2007 | Novak Đoković             | Richard Gasquet     | 7:67, 0:6, 6:1   |
| 2006 | David Nalbandian (2)      | Nikolai Dawydenko   | 6:3, 6:4         |
| 2005 | Gastón Gaudio             | Tommy Robredo       | 6:1, 2:6, 6:1    |
| 2004 | Juan Ignacio Chela        | Marat Safin         | 6:72, 6:3, 6:3   |
| 2003 | Nikolai Dawydenko         | Agustín Calleri     | 6:4, 6:3         |
| 2002 | David Nalbandian (1)      | Jarkko Nieminen     | 6:4, 7:65        |
| 2001 | Juan Carlos Ferrero       | Félix Mantilla      | 7:63, 4:6, 6:3   |
| 2000 | Carlos Moyá               | Francisco Clavet    | 6:3, 6:2         |
| 1999 | Albert Costa              | Todd Martin         | 7:64, 2:6, 6:3   |
| 1998 | Alberto Berasategui       | Thomas Muster       | 3:6, 6:1, 6:3    |
| 1997 | Àlex Corretja             | Francisco Clavet    | 6:3, 7:5         |
| 1996 | Thomas Muster (2)         | Andrea Gaudenzi     | 7:64, 6:4        |
| 1995 | Thomas Muster (1)         | Albert Costa        | 6:4, 6:2         |
| 1994 | Carlos Costa (2)          | Andrij Medwedjew    | 4:6, 7:5, 6:4    |
| 1993 | Andrij Medwedjew          | Karel Nováček       | 6:4, 6:2         |
| 1992 | Carlos Costa (1)          | Sergi Bruguera      | 4:6, 6:2, 6:2    |
| 1991 | Sergi Bruguera            | Karel Nováček       | 7:67, 6:1        |
| 1990 | Emilio Sánchez Vicario    | Franco Davín        | 6:3, 6:1         |

### Doppel
| Jahr | Sieger                                     | Finalgegner                            | Ergebnis          |
| ---- | ------------------------------------------ | -------------------------------------- | ----------------- |
| 2024 | Gonzalo Escobar Alexander Nedowessow       | Sadio Doumbia Fabien Reboul            | 7:5, 6:2          |
| 2023 | Sander Gillé Joran Vliegen                 | Nikola Čačić Miomir Kecmanović         | 6:3, 6:4          |
| 2022 | Nuno Borges Francisco Cabral               | Máximo González André Göransson        | 6:2, 6:3          |
| 2021 | Hugo Nys Tim Pütz                          | Luke Bambridge Dominic Inglot          | 7:5, 3:6, [10:3]  |
| 2020 | abgesagt                                   | abgesagt                               | abgesagt          |
| 2019 | Jérémy Chardy Fabrice Martin               | Luke Bambridge Jonny O’Mara            | 7:5, 7:63         |
| 2018 | Kyle Edmund Cameron Norrie                 | Wesley Koolhof Artem Sitak             | 6:4, 6:2          |
| 2017 | Ryan Harrison Michael Venus                | David Marrero Tommy Robredo            | 7:5, 6:2          |
| 2016 | Eric Butorac (3) Scott Lipsky (5)          | Łukasz Kubot Marcin Matkowski          | 6:4, 3:6, [10:8]  |
| 2015 | Treat Huey Scott Lipsky (4)                | Marc López David Marrero               | 6:1, 6:4          |
| 2014 | Santiago González (2) Scott Lipsky (3)     | Pablo Cuevas David Marrero             | 6:3, 3:6, [10:8]  |
| 2013 | Santiago González (1) Scott Lipsky (2)     | Aisam-ul-Haq Qureshi Jean-Julien Rojer | 6:3, 4:6, [10:7]  |
| 2012 | Aisam-ul-Haq Qureshi Jean-Julien Rojer (2) | Julian Knowle David Marrero            | 7:5, 7:5          |
| 2011 | Eric Butorac (2) Jean-Julien Rojer (1)     | Marc López David Marrero               | 6:3, 6:2          |
| 2010 | Marc López David Marrero                   | Pablo Cuevas Marcel Granollers         | 6:71, 6:4, [10:4] |
| 2009 | Eric Butorac (1) Scott Lipsky (1)          | Martin Damm Robert Lindstedt           | 6:3, 6:2          |
| 2008 | Jeff Coetzee Wesley Moodie                 | Jamie Murray Kevin Ullyett             | 6:2, 4:6, [10:8]  |
| 2007 | Marcelo Melo André Sá                      | Martín Alberto García Sebastián Prieto | 3:6, 6:2, [10:6]  |
| 2006 | Lukáš Dlouhý Pavel Vízner                  | Lucas Arnold Ker Leoš Friedl           | 6:3, 6:1          |
| 2005 | František Čermák Leoš Friedl               | Juan Ignacio Chela Tommy Robredo       | 6:3, 6:4          |
| 2004 | Juan Ignacio Chela Gastón Gaudio           | František Čermák Leoš Friedl           | 6:2, 6:1          |
| 2003 | Mahesh Bhupathi Maks Mirny                 | Lucas Arnold Ker Mariano Hood          | 6:1, 6:2          |
| 2002 | Karsten Braasch Andrei Olchowski (3)       | Simon Aspelin Andrew Kratzmann         | 6:3, 6:3          |
| 2001 | Radek Štěpánek Michal Tabara               | Donald Johnson Nenad Zimonjić          | 6:4, 6:1          |
| 2000 | Donald Johnson (3) Piet Norval             | David Adams Joshua Eagle               | 6:4, 7:5          |
| 1999 | Tomás Carbonell (2) Donald Johnson (2)     | Jiří Novák David Rikl                  | 6:3, 2:6, 6:1     |
| 1998 | Donald Johnson (1) Francisco Montana       | David Roditi Fernon Wibier             | 6:1, 2:6, 6:1     |
| 1997 | Gustavo Kuerten Fernando Meligeni          | Andrea Gaudenzi Filippo Messori        | 6:2, 6:2          |
| 1996 | Tomás Carbonell (1) Francisco Roig         | Tom Nijssen Greg Van Emburgh           | 6:3, 6:2          |
| 1995 | Jewgeni Kafelnikow Andrei Olchowski (2)    | Marc-Kevin Goellner Diego Nargiso      | 5:7, 7:5, 6:2     |
| 1994 | Cristian Brandi Federico Mordegan          | Richard Krajicek Menno Oosting         | kampflos          |
| 1993 | David Adams Andrei Olchowski (1)           | Menno Oosting Udo Riglewski            | 6:3, 7:5          |
| 1992 | Hendrik Jan Davids Libor Pimek             | Luke Jensen Laurie Warder              | 3:6, 6:3, 7:5     |
| 1991 | Paul Haarhuis Mark Koevermans              | Tom Nijssen Cyril Suk                  | 6:3, 6:3          |
| 1990 | Sergio Casal Emilio Sánchez Vicario        | Omar Camporese Paolo Canè              | 7:5, 4:6, 7:5     |